# Ogovea cameroonensis
Espèce
Ogovea cameroonensis est une espèce d'opilions cyphophthalmes de la famille des Ogoveidae.

## Distribution
Cette espèce est endémique de la région du Centre au Cameroun. Elle se rencontre vers Ottotomo.

## Description
Le mâle holotype mesure 5,0 mm et la femelle paratype 5,0 mm.

## Étymologie
Son nom d'espèce, composé de cameroon et du suffixe latin -ensis, « qui vit dans, qui habite », lui a été donné en référence au lieu de sa découverte, le Cameroun.

## Publication originale
- Giribet & Prieto, 2003 : « A new Afrotropical Ogovea (Opiliones, Cyphophthalmi) from Cameroon, with a discussion on the taxonomic characters in the family Ogoveidae. » Zootaxa, no 329, p. 1–18.